# Latifah
Latifah Chafery van Callias (Amsterdam, 12 november 1992), bekend als simpelweg Latifah is een Nederlandse hiphopartiest en rapper.

## Carrière
Van Callias werd geboren in Amsterdam als dochter van Surinaamse ouders. Sinds 2014/2015 is ze aangesloten bij het Nederlandse label Van Klasse. In april 2015 was ze een van de gast rappers in de YouTube-hit Paiso van Hans Grants en Keizer.
Op 6 juli 2015 gaf Van Callias een zomersessie voor het hiphopplatform 101Barz van BNN, deze sessie werd rond twee de miljoen keer bekeken op YouTube. Anderhalve week later verscheen haar single Regenboog via verschillende kanalen, als gast zijn rappers Keizer, Sevn Alias en Josylvio te horen. De videoclip op YouTube werd anderhalf miljoen maal bekeken. Twee dagen na Regenboog kwam ze met Alleen voor jou.
In juni 2017 bracht Van Callias haar eerste album uit onder de naam All Eyez On Us deze behaalde de 2e positie in de Nederlandse Single Top 100 en de 185e positie in de Vlaamse Ultratop 200 Albums. Drie maanden later in september 2017 bracht ze haar tweede album On My Way uit, deze behaalde tevens de Nederlandse en Vlaamse hitlijst.
In 2018 ontving ze samen met SBMG een platina plaat voor het nummer Laag / boven. In 2018 bracht Van Callias meerdere singles uit met rappers zoals Sevn Alias, Idaly, Jonna Fraser en MocroManiac. Tevens was ze te horen op het debuutalbum Beats By Esko van hiphop producent Esko. In augustus 2018 bracht Van Callias het nummer J'ai Déconné uit in samenwerking met Clandistino deze behaalde de 15e positie in de Single Top 100, dit is tot heden de hoogste positie die zij in deze hitlijst wist te behalen.
Tevens maakte Van Callias in samenwerking met Famke Louise de single Bad Bitch uit Almere dat diende als de titelsong voor de documentaire Famke Louise, het nummer werd hierbuiten nooit officieel uitgebracht.